# Steven Cisar
Steven Cisar (né le 9 septembre 1986 à Altadena) est un coureur cycliste américain, spécialiste du BMX.

## Biographie
Le plus grand succès de la carrière de Steven Cisar a eu lieu en 2008, lorsqu'il a remporté la médaille d'argent aux championnats du monde de BMX de Taiyuan. Seul le Letton Māris Štrombergs l'a devancé dans cette compétition. Peu de temps après, des substances illégales ont été détectées dans son corps, pour lesquelles il a été suspendu pendant 3 mois,. 
La médaille obtenue à Taiyuan est la seule remportée par Cisar lors d'un événement international. Cependant, il était tout près du podium aux mondiaux organisés à Victoria un an plus tôt, où il a pris la quatrième place.

## Palmarès en BMX

### Championnats du monde
- Victoria 2007
  - 4e du BMX
- Taiyuan 2008
  -  Médaillé d'argent du BMX
- Rotterdam 2014
  - 9e du BMX

### Coupe du monde
- 2007 : 10e du classement général
- 2008 : 10e du classement général, podium sur la manche de Madrid
- 2009 : 66e du classement général
- 2010 : 69e du classement général
- 2013 : 54e du classement général
- 2014 : 34e du classement général

### Championnats des États-Unis
- 2014
  - 3e du BMX